# Adjektivattribut
Ett adjektivattribut beskriver egenskaper hos, det vill säga är en bestämning till, sitt huvudord. I meningen Tjocke Nisse äter är ordet tjocke adjektivattribut. Förutom adjektiv kan attributet bestå av adjektiviska ord ur andra ordklasser, alltså adjektiviska pronomen, ordningstal och particip, till exempel sådana vanor, fjärde budet, godkända avdrag.
I svenska står adjektivattributet i regel framför sitt huvudord. Ett undantag är dock attribut till substantiviska pronomen, till exempel vad nytt, något vackert.
Adjektivattributet böjs i överensstämmelse med ordets numerus (ental eller flertal) och i enlighet med ordets genus. Adjektivböjningen är i sin tur beroende på förekomst av så kallade determinanter. Exempel:
Ett långt bord stod i salen. Det långa bordet stod i salen. Två långa bord stod i salen.
En stor duk ligger på bordet. Den stora duken ligger på bordet. Alla stora dukar ligger på borden.